# Samou (rivière)
Pour les articles homonymes, voir Samou.
Le Samou est un cours d'eau de Guinée, affluent de rive gauche du Konkouré.

Le Samou, vers 1905
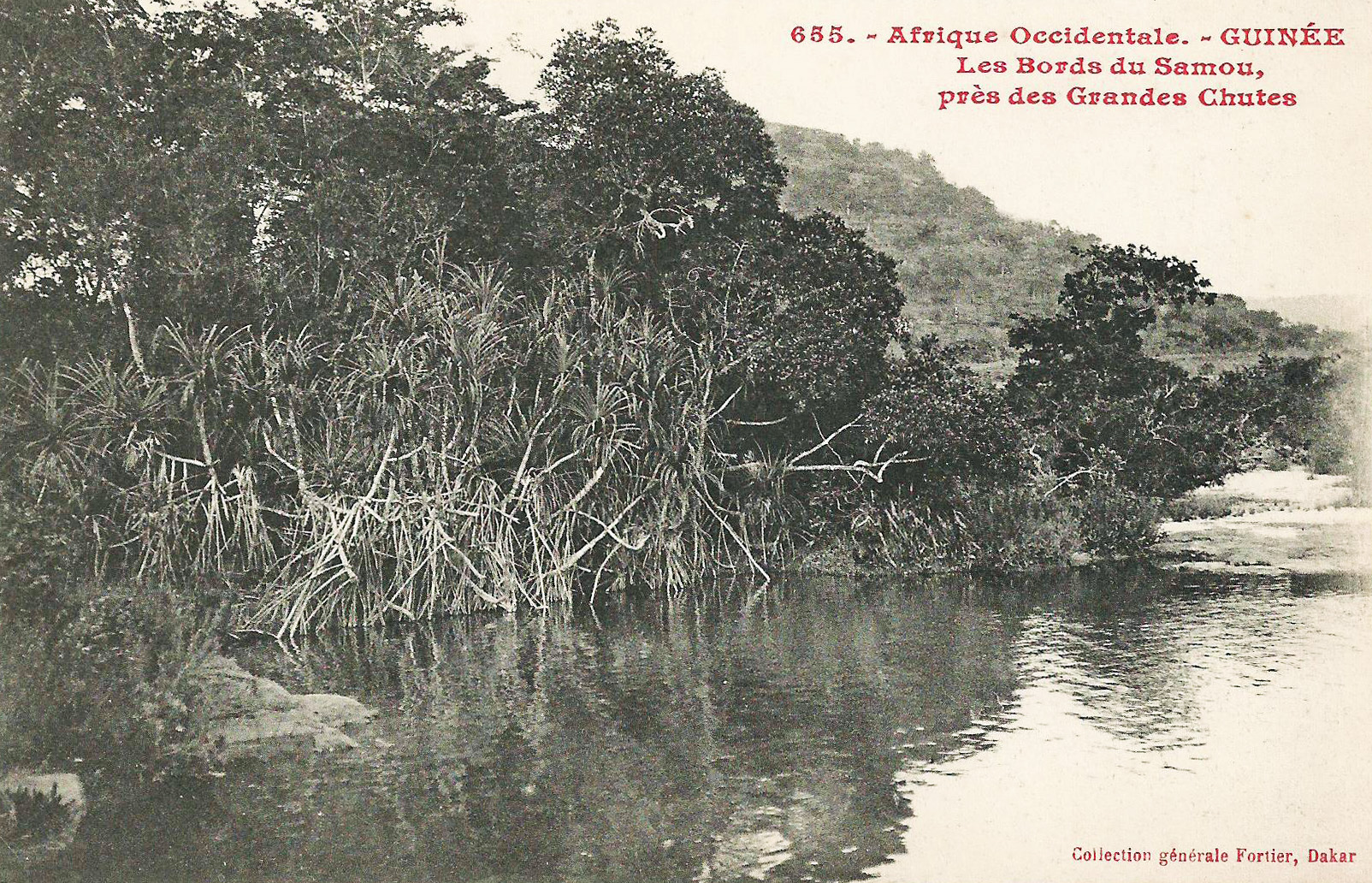
Les bords du Samou près des grandes chutes.
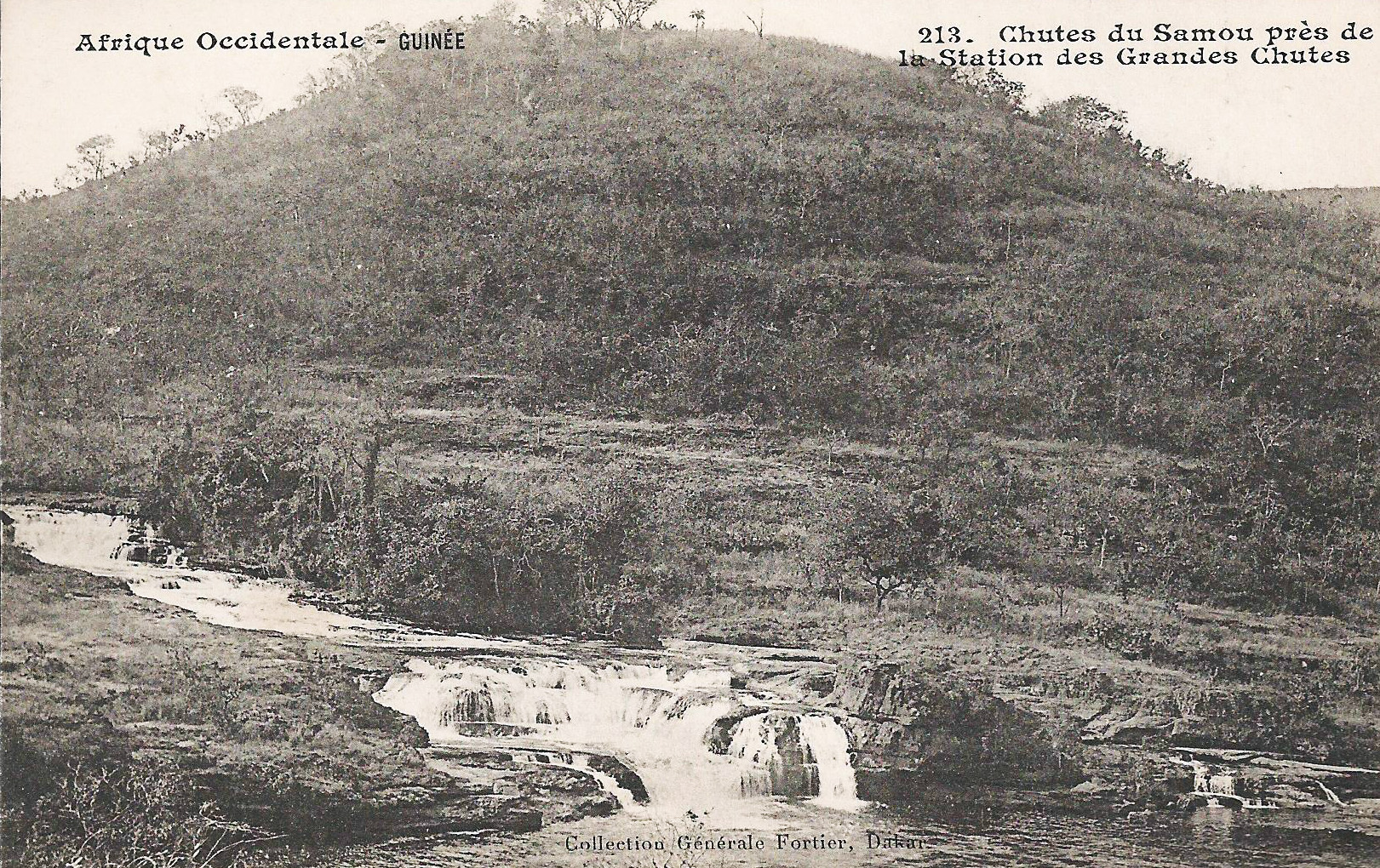
Chutes du Samou.